# Wildtierreservat Nana Barya
Das Wildtierreservat Nana Barya liegt im Nordwesten der Zentralafrikanischen Republik nahe der Kleinstadt Markounda. Es wurde 1952 gegründet und hat eine Fläche von 2314 km². Hier befindet sich der Bomboro-See.
Benannt ist der Park nach dem Fluss Nana Barya, der das Reservat im Norden begrenzt und die Grenze zum Tschad bildet.